# Queen’s Blade
Queen’s Blade (japanisch クイーンズブレイド Kuīnzu Bureido) ist eine Spielbuch-Reihe, die von Hobby Japan veröffentlicht wurde. Sie basiert auf lizenzierten Bestandteilen von Flying Buffalos Spielbuchreihe Lost Worlds, bei der die ursprünglichen Figuren durch ausschließlich weibliche Charaktere ersetzt wurden. Von 2005 bis 2008 veröffentlicht, entwickelte sich die Reihe zu einem Medienfranchise, das diverse Adaptionen als Manga, Computerspiele oder Anime erfuhr, sowie durch Queen’s Gate ergänzt und durch Queen’s Blade Rebellion fortgesetzt wurde.

## Handlung
Alle vier Jahre findet in der Hauptstadt Gainos (ガイノス, Gainosu), eines nicht näher genannten Königreichs das über den Kontinent herrscht, das Turnier Queen’s Blade statt, bei dem nur Frauen teilnahmeberechtigt sind. Dessen Ziel ist es durch Zweikämpfe auf Leben und Tod, die Siegerin schließlich zur nächsten regierenden Königin zu küren. Neben der amtierenden Königin und zweimaligen Siegerin Aldra, nehmen diesmal 17 weitere Frauen aus unterschiedlichen Gründen an dem Turnier teil.

## Charaktere
Leina (流浪の戦士 レイナ, Rurō no Senshi Reina, dt. „Wandernde Kriegerin Leina“) bzw. (高貴なる戦士 レイナ, Kōki Naru Reina, dt. „Adlige Kriegerin Leina“)
Sprecher: Ayako Kawasumi
Leina ist die zweite Tochter des mächtigen Grafen Vance, dessen Familie von jener Herrscherfamilie abstammt, die vor Einrichtung des Queen’s-Blade-Turniers über das Land herrschte und steht als solche in Opposition zur jeweiligen Königin. Obwohl Leina als Nachfolgerin des Grafen gilt, will sie dieser Position entfliehen und möchte lieber ein Abenteuerleben führen. Sie ist zudem weder an Geld noch Ruhm interessiert und nimmt nur am Turnier teil, um ihre Fähigkeiten zu testen. Leina kämpft mit einem Langschwert.
Risty (荒野の義賊 リスティ, Kōya no Gizoku Risuti, dt. „Edle Räuberin der Wildnis Risty“)
Sprecher: Yūko Kaida
Risty ist eine Robin-Hood-Figur, die reiche und korrupte Adlige und Händler überfällt um deren Schätze an die Armen weiterzuverteilen. Wegen ihres leicht reizbaren Charakters wird sie daher von ihren Untergebenen und der Bevölkerung gleichermaßen gefürchtet und geliebt. Sie nimmt am Turnier teil, um als Königin das Böse im Land zu beseitigen und das Land für alle Bürger gleichermaßen lebenswert zu machen. Ristys Waffe ist der Morgenstern.
Irma (牙の暗殺者 イルマ, Kiba no Ansatsusha Iruma, dt. „Attentäterin des Fangzahns Irma“)
Sprecher: Yui Kano
Irma gehört zum Fangzahn-Todesschwadron der Königin, das als Geheimpolizei fungiert. Sie hat einen emotionslosen Charakter. Irma nimmt auf Befehl der Königin am Turnier teil, um die anderen Turnierteilnehmer vorzeitig zu beseitigen. Ihren Waffen sind das Schwert und der Dolch.
Nowa (森の番人 ノワ, Mori no Bannin Nowa, dt. „Hüterin des Waldes Nowa“)
Sprecher: Mikako Takahashi
Nowa ist eine junge Halbelfe. Als Kind wuchs sie in einem Menschendorf, die sie aufgrund ihrer Herkunft misshandelten, kam jedoch, nachdem sie sich im Wald verirrte, bei den Elfen unter, die ihr jedoch ebenfalls misstrauen und sie damit beauftragten den Eingang zum Wald zu bewachen. Trotzdem hat Nowa ein freundliches und unschuldiges Wesen, und die Tiere des Waldes sind ihre besten Freunde. Sie nimmt am Turnier teil, um ihren Wald zu beschützen, während es für die Elfenoberen eine gute Gelegenheit war sie loszuwerden. Nowa kämpft mit dem Stock und wird von ihrem Äffchen Rū (ルー) geschützt, dessen Haut undurchdringlich ist.
Tomoe (武者巫女 トモエ, Musha Miko Tomoe, dt. „Kriegerpriesterin Tomoe“)
Sprecher: Mamiko Noto
Tomoe ist eine Kriegerpriesterin bzw. Krieger-Miko aus Hinomoto (ヒノモト, wörtlich „Ursprung der Sonne“, was die gleiche Bedeutung wie Nihon = Japan hat), einer dem Kontinent östlich vorgelagerten Insel, deren Aufgabe der Schutz des Landes ist. Tomoe ist nach dem Ideal einer Yamato Nadeshiko gestaltet, hat ein elegantes Wesen und einen höflichen und ernsten Charakter. Sie nimmt am Turnier teil um ihr Land zu beschützen. Tomoe kämpft mit einem Katana, sowie diversen Schutz- und Reinigungszaubern.
Echidna (歴戦の傭兵 エキドナ, Rekisen no Yōhei Ekidona, dt. „Kriegserfahrene Söldnerin Echidna“)
Sprecher: Yuki Kaida
Echidna ist eine Wildelfe mit mehr als 500 Jahren Kampferfahrung, wodurch sie als unbesiegt gilt. Sie war früher die Kommandantin des Fangzahn-Todesschwadrons, wo sie Irma ausbildete, arbeitet jetzt jedoch als Söldnerin. Sie hat einen kaltblütigen Charakter, hat jedoch eine Schwäche für unschuldige, junge Mädchen. Ein besonderes Merkmal ist ihre Schlange Keltan (ケルタン, Kerutan), die sie anstelle von Unterwäsche trägt. Warum sie am Turnier teilnimmt, bleibt unklar, zumal sie kein Interesse am Königsthron hat. Sie kämpft mit dem Schwert und dem Dolch.
Menace (古代の王女 メナス, Kodai no Ōjo Menasu, dt. „Prinzessin der Antike Menace“)
Sprecher: Yūko Gotō
Menace ist die Prinzessin des vor Jahrtausenden untergegangenen Königreichs Amara, das dem Alten Ägypten ähnelt. Sie wurde von der Sumpfhexe wiederbelebt und theoretisch Teil ihrer Armee, wenngleich Menace jedoch praktisch ihre eigenen Pläne verfolgt. Aufgrund ihrer Herkunft als wohlbehütete Prinzessin und den kulturellen Unterschieden, hat sie einen naiven Charakter. Sie ist jedoch gut geübt im Nahkampf, den sie mit ihrem lebenden Zepter Setra (セトラ, Setora) bestreitet, der auch als ihr Berater dient, wenngleich er einen etwas lüsternen Charakter hat. Sie tritt im Turnier an, als Teil ihres Plans das alte Königreich Amara wiederaufleben zu lassen.
Elina (近衛隊長 エリナ, Konoe Taichō Erina, dt. „Kommandantin der Königlichen Garde Elina“)
Sprecher: Kaori Mizuhashi
Elina ist die jüngere Schwester von Leina und Kommandantin der Garde des Grafen, in dessen Funktion sie auch Spionage- und Attentatsmissionen durchführt. Im Gegensatz zu ihrer sanften Schwester, hat Elina einen grausamen und sadistischen Charakter und ist auch eine Meisterin der psychologischen Kriegsführung, indem sie ihre Gegner im Kampf durch giftige Worte schwächt. Daneben kämpft sie auch mit einem speziellen Speer und einem Handschuh mit Eisenkrallen. Im Gegensatz zu ihrem üblichen Charakter, verhält sie sich im Beisein ihrer Schwestern jedoch wie ein Engel und ist vor allem seit ihrer Kindheit in Leina fast schon obsessiv vernarrt. Sie nimmt am Turnier teil auf Befehl ihres Vaters Leina zurückzuholen.
Airi (冥土へ誘うもの アイリ, Meido e Izanau Mono Airi, dt. „Lockerin in die Unterwelt Airi“)
Sprecher: Kanae Itō
Airi entstand aus der Beschwörung der Seelen Verstorbener durch die Sumpfhexe und ist deren loyalste Dienerin. Um sich am Leben zu erhalten, benötigt sie ständig die Lebensenergie Anderer als Nahrung, wobei ihr jene von attraktiven Frauen am besten schmeckt, insbesondere wenn ihre Opfer zusätzlich Angst, Furcht und vor allem Verzweiflung empfinden. Airi trägt eine Dienstmädchenuniform, was auf ein Wortspiel zurückzuführen ist, da meido ‚Unterwelt‘ gleichlautend mit maid ‚Dienstmädchen‘ ist. Wenn sie längere Zeit keine Lebensenergie bekommt, verliert sie zuerst ihre Kleidung, die sie allein aus Lebensenergie projiziert und verblasst dann zusehends selbst, bis sie endgültig verschwinden würde. Sie nimmt auf Geheiß der Sumpfhexe am Queen’s Blade teil.
Nanael (光明の天使 ナナエル, Kōmyō no Tenshi Nanaeru, dt. „Engel des Lichts Nanael“)
Sprecher: Aya Hirano
Nanael ist ein Engel, die als Gesandte des Himmels als Beobachterin des Turniers auf die Erde geschickt wurde. Nanael hat einen überheblichen Charakter und sieht Menschen als minderwertig an. Sie wurde daher auch auf die Erde geschickt, um sich wegen ihres einem Engel unwürdigen Verhaltens zu rehabilitieren und nicht aus dem Himmel verstoßen zu werden. Da sie als Engel allen Turnierteilnehmern überlegen wäre, wurde ihr ein Handicap in Form einer Flasche mit heiliger Milch gegeben, bei der mit jeden Tropfen verschütteter Milch auch ihre Kräfte geschwächt werden. Eine äußerliche Besonderheit von Nanael ist, dass sie ein Engelsflügel von ihr verkümmert ist. Nanael hat zudem einen eigenen Plan zur Teilnahme am Turnier, bei dem sie die Erde zu ihrem Männerharem machen und alle Frauen verbannen will.
Cattleya (武器屋 カトレア, Bukiya Katorea, dt. „Waffenladenbesitzerin Cattleya“)
Sprecher: Ryōka Yuzuki
Cattleya war mit ihrem Mann Owen (オーウェン, Ōwen) eine frühere Abenteuerin und ließ sich dann nieder, um einen Waffenladen zu betreiben. Als ihr Mann eines Tages plötzlich verschwand, entschloss sie sich am Turnier teilzunehmen, da dieses per Magie landesweit übertragen wird. Cattleya verwendet als Waffe ein großes Schwert namens Riesentöter (巨人殺し, kyojin koroshi), was sie zu einer der angriffsstärksten Kämpferinnen machen würde. Gemindert wird dies jedoch dadurch, dass ihr Sohn Rana (ラナ) nicht von ihrer Seite weichen will und sie ihn daher mit in ihre Kämpfe nimmt und beschützen muss.
Nyx (炎の使い手 ニクス, Honō no Tsukaite Nikusu, dt. „Nutzerin der Flammen Nyx“)
Sprecher: Rie Tanaka
Nyx war als Kind eine Dienerin am Hof von Graf Vance, wo sie jedoch ständig gedemütigt wurde. Eines Tages fiel ihr jedoch ein geheimnisvoller magischer Feuerstab namens Funikura (フニクラ) zu. Seitdem kämpft sie für die Gerechtigkeit, wobei ihr dessen gewaltige Magie jedoch oft außer Kontrolle gerät. Tatsächlich ist der Stab jedoch ein teuflisches Wesen, das sie ständig misshandelt. Dennoch will sie ihn unbedingt behalten, um nicht wieder ein Niemand zu sein. Sie nimmt daher am Turnier teil um es all jenen zu zeigen, die auf sie herabschauten.
Melpha (帝都の聖女 メルファ, Teito no Seijo Merufa, dt. „Heilige Frau der Hauptstadt Melpha“)
Sprecher: Sayaka Ōhara
Melpha ist eine hochrangige Nonne der Kirche, deren Anführerin ihre Großmutter ist. Melpha ist strenggläubig und damit äußerst hilfsbereit. Sie kämpft mit „heiligen Posen“ (聖なるポーズ, seinaru pōzu), wie sie in den alten Schriften ihrer Religion niedergeschrieben sind, mit denen die Strafe des Himmels auf ihre Widersacher gezogen werden kann. Jedoch vermeidet sie deren Einsatz, da sie einerseits friedliebend ist und anderseits die Posen eher obszöner Natur sind. Sie nimmt am Turnier teil, weil sie von der Kirche darum gebeten wurde.
Melona (千変の刺客 メローナ, Sempen no Shikaku Merōna, dt. „Attentäterin der tausend Wandlungen Melona“)
Sprecher: Rie Kugimiya
Melona ist eine Dienerin der Sumpfhexe und eine Gestaltwandlerin. Als solche wird sie oft für Anschlags- und Spionagemissionen eingesetzt. Melona hat einen kindischen Charakter und liebt es böse Streiche zu spielen. Indem sie das Fleisch anderer Lebewesen absorbiert, kann sie ihre Kräfte steigern. Sie benutzt ihre Verwandlungskünste auch um ihren Körper je nach Situation sehr weich oder sehr hart werden zu lassen, sowie Waffen und Rüstung nachzubilden. Melona nimmt am Turnier teil, weil sie den Auftrag bekommen hat, Verwirrung unter den Teilnehmern zu stiften.
Claudette (雷雲の将 クローデット, Raiun no Shō Kurōdetto, dt. „General der Gewitterwolke Claudette“)
Sprecher: Atsuko Tanaka
Claudette ist die älteste Tochter von Graf Vance. Sie gilt als eine der besten Schwertkämpferinnen und besitzt ein ausgezeichnetes Führungsvermögen und hohe Integrität. Als solche ist sie an der Grenze der Grafschaft zu den direkt von der Königin kontrollierten Ländereien stationiert. Trotz ihrer Fähigkeiten und ihres Status als Erstgeborene ist sie nach Leina und Elina nur die dritte in der Thronfolge, da ihre Mutter eine Bürgerliche war. Im Gegensatz zu ihren Schwestern hat sie einen schweigsamen und ungeselligen Charakter. Sie kämpft mit dem zweihändigen Schwert Thunder Clap (サンダークラップ, Sundā Kurappu), mit dem sie zugleich Blitze beschwören kann, die auf ihre Gegner einschlagen. Sie nimmt wie Eline am Turnier auf Geheiß des Grafen teil um Leina zurückzuholen.
Ymir (鋼鉄姫 ユーミル, Kōtetsu Hime Yūmiru, dt. „Stahlprinzessin Ymir“)
Sprecher: Ayaka Saitō
Ymir ist die Tochter des Zwergenkönigs der Stahlberge (鋼鉄山, kōtetsu-zan), die das Zentrum der Eisenerzschürfung und Stahlproduktion des Landes bilden. Durch die immer stärker werdende Konkurrenz von anderen Gruppen, die in Massen minderwertiges Eisen herstellen, kamen die Zwerge in finanzielle Probleme. Ymir machte sich daher auf um die Welt von der Qualität der Waffen ihrer Schmiede zu überzeugen und nimmt am Turnier als Werbemaßnahme teil. Ymir hat einen störrischen Charakter und sieht, obwohl sie mehr als 50 Jahre alt ist, mit ihren 1,20 m eher kindlich aus. Sie kämpft mit einer übergroßen Streitaxt.
Alleyne (戦闘教官 アレイン, Sentō Kyōkan Arein, dt. „Kampflehrerin Alleyne“)
Sprecher: Eri Kitamura
Alleyne ist eine mehr als 1000 Jahre alte Elfe und ist Kommandantin sowie Ausbilderin der Elfentruppen ihres Waldes. Sie hat die Angewohnheit Anderen ständig Lektionen zu erteilen und sie zu benoten. Alleyne hat einen eher ungeselligen Charakter und verlangt von sich und anderen stets Aufrichtigkeit und einen ordentlichen Lebenswandel. Sie und Echidna kennen sich seit langer Zeit, wobei sie dieser bei jeder Begegnung eine Strafpredigt über deren liederliches Leben hält und Echidna sie wiederum als 1000-jährige Jungfrau aufzieht. Alleyne brachte Nowa das Kämpfen bei und ernannte sie gegen die Widerstände der anderen Elfen zur Hüterin des Waldes. Auch sonst bedeutet ihr Nowa viel, was man daran sieht, dass sie nur am Turnier teilnimmt, und damit ihre Heimat verließ, um Nowa zu beschützen.
Aldra (逢魔の女王 アルドラ, Ōma no Joō Arudora, dt. „Besessene Königin Aldra“)
Sprecher: Miyū Takeuchi
Aldra ist die Königin des Landes und zweimalige Gewinnerin des Queen’s-Blade-Turniers. Sie ist ein Halbdämon, der aus der Verbindung des höchsten religiösen Oberhauptes mit der Tochter des Dämonenkönigs entstand. Mit ihrer angeborenen Fähigkeit als Beschwörerin schloss sie vor acht Jahren einen Pakt mit dem Dämonen Delmore (デルモア, Derumoa), der ihr die Fähigkeiten gab das Turnier zu gewinnen, insbesondere mit ihrem rechten Auge andere zu versteinern. Jedoch stoppte dies auch ihr Wachstum, so dass sie mit 1,45 m sehr jung aussieht. Der Grund für ihre Teilnahme war es, Königin zu werden um ihre jüngere Schwester zu finden, die sie vor Jahren aus den Augen verloren hat, während beide wegen ihrer Abstammung als Ausgestoßene durch das Land wandernden.
Shizuka (甲魔忍軍頭領 シズカ, Kōma Ningun Tōryō Shizuka, dt. „Oberhaupt der Kōma-Ninja-Armee Shizuka“)
Sprecher: Hitomi Nabatame
Shizuka ist ein Ninja des auf Hinomoto mächtigen Kōma-Klans. Obwohl sie ursprünglich mit Tomoe verfeindet war, wurde sie von deren Kampffähigkeiten und Freundlichkeit tief beeindruckt und zu ihrer besten Freundin, wofür sie auch ihren Klan verriet.
Shizuka besitzt kein Spielbuch und ist keine Teilnehmerin des Turniers.

## Spielmechanik
Die Spielbücher der Reihe Queen’s Blade basieren auf der Spielbuchreihe Lost Worlds von Flying Buffalo, deren erste 15 Ausgaben 1985 auch ins Japanische übersetzt wurden. Mittels der 64-seitigen Spielbücher erfolgt ein Rollenspiel zwischen zwei Spielern, bei der jeder ein Buch nimmt. Jedes Buch stellt eine oder mehrere Figuren dar und enthält ein character sheet mit den möglichen Aktionen und Angriffen, was beim Spieler verbleibt, während der Gegenspieler das Buch bekommt, in dem die Effekte der einzelnen Aktionen aufgeführt sind. Für Queen’s Blade wurden dabei mit drei Ausnahmen die Tabellen bereits vorhandener Lost-Worlds-Figuren verwendet und die Figuren durch ausschließlich weibliche mit einer anderen Hintergrundgeschichte und neuen Illustrationen von bekannten japanischen Illustratoren ersetzt.
Aufgrund dessen sind die Queen’s-Blade-Spielbücher vollständig kompatibel mit Lost Worlds, sodass unter Verwendung der Regeln von Queen’s Blade dessen Figuren gegen jene von Lost Worlds gespielt werden können.

## Veröffentlichungen
Zu Queen’s Blade wurden folgende 20 Spielbücher mit den Illustrationen bekannter Künstler wie Hirokazu Hisayuki (Mai-HiME), Kazuhiro Takamura (Mahoromatic, Strike Witches) oder Katsuzō Hirata (Hand Maid May, Angel Beats!) veröffentlicht:
| #     | Titel                                          | VÖ-Datum      | ISBN                   | Illustrator                   | Lost-Worlds-Vorlage                        |
| ----- | ---------------------------------------------- | ------------- | ---------------------- | ----------------------------- | ------------------------------------------ |
| 01    | Rurō no Senshi Leina 流浪の戦士 レイナ         | 25. Nov. 2005 | ISBN 978-4-89425-400-8 | Hirokazu Hisayuki (久行 宏和) | Man in Chainmail with Sword and Shield     |
| 02    | Kōya no Gizoku Risty 荒野の義賊 リスティ       | 25. Nov. 2005 | ISBN 978-4-89425-398-8 | Eiwa (えぃわ)                 | Giant Goblin with Mace and Shield          |
| 03    | Kiba no Ansatsusha Irma 牙の暗殺者 イルマ      | 28. Dez. 2005 | ISBN 978-4-89425-401-5 | Hirotaka Akaga (赤賀 博隆)    | Man with Short Sword and Dagger            |
| 04    | Mori no Bannin Nowa 森の番人 ノワ              | 28. Dez. 2005 | ISBN 978-4-89425-399-5 | Katsuzō Hirata (平田 雄三)    | Woman with Quarterstaff                    |
| 05    | Musha Miko Tomoe 武者巫女 トモエ               | 9. Juni 2006  | ISBN 978-4-89425-430-5 | Eiwa (えぃわ)                 | Samurai with Katana                        |
| 06    | Rekisen no Yōhei Echidna 歴戦の傭兵 エキドナ   | 9. Juni 2006  | ISBN 978-4-89425-431-2 | F.S                           | Flaming Cherry, Barbarian Beauty           |
| 07    | Kodai no Ōjo Menace 古代の王女 メナス          | 29. Sep. 2006 | ISBN 978-4-89425-467-1 | F.S                           | Kharis, Royal Mummy                        |
| 08    | Konoe Taichō Elina 近衛隊長 エリナ             | 29. Sep. 2006 | ISBN 978-4-89425-468-8 | Hirokazu Hisayuki (久行 宏和) | Felina the Tiger Lady                      |
| 09    | Meido e Izanau Mono Airi 冥土へ誘うもの アイリ | 23. Dez. 2006 | ISBN 978-4-89425-468-8 | Kazuhiro Takamura (高村 和宏) | Wraith with Sickle                         |
| 10    | Kōki Naru Leina *) 高貴なる戦士 レイナ         | 23. Dez. 2006 | ISBN 978-4-89425-494-7 | M-RS                          | Woman in Scale with Sword and Shield       |
| 11    | Kōmyō no Tenshi Nanael 光明の天使 ナナエル     | 16. März 2007 | ISBN 978-4-89425-515-9 | Yōsai Kūchū (空中 幼彩)       | Winged Gargoyle with Scimitar              |
| 12    | Bukiya Cattleya 武器屋 カトレア                | 16. März 2007 | ISBN 978-4-89425-514-2 | Hiraku Kaneko (金子 ひらく)   | Mac Aber, A Highland Warrior with Claymore |
| 13    | Honō no Tsukaite Nyx 炎の使い手 ニクス         | 29. Juni 2007 | ISBN 978-4-89425-568-5 | Masahiro Kuroki (黒木 雅弘)   | Teflon Billy                               |
| 14    | Teito no Seijo Melpha 帝都の聖女 メルファ      | 29. Juni 2007 | ISBN 978-4-89425-569-2 | Zundarepon (ズンダレぽん)     | —                                          |
| 15    | Sempen no Shikaku Melona 千変の刺客 メローナ   | 18. Okt. 2007 | ISBN 978-4-89425-616-3 | F.S                           | —                                          |
| 16    | Raiun no Shō Claudette 雷雲の将 クローデット   | 18. Okt. 2007 | ISBN 978-4-89425-615-6 | 2-gō (2号)                    | —                                          |
| 17 18 | Kōtetsu Hime Ymir **) 鋼鉄姫 ユーミル          | 15. Feb. 2008 | ISBN 978-4-89425-666-8 | Natsuki Mibu (みぶ なつき)    | Dwarf in Chainmail with Two-handed Ax      |
| 19    | Sentō Kyōkan Alleyne 戦闘教官 アレイン         | 20. Juni 2008 | ISBN 978-4-89425-722-1 | Matsuryū (松竜)               | Sylvestra the Wood Elf                     |
| 20    | Ōma no Joō Aldra 逢魔の女王 アルドラ           | 20. Juni 2008 | ISBN 978-4-89425-723-8 | Kantaka (かんたか)            | Medusa                                     |

Auf der Anime Expo 2010 kündigte Hobby Japan englische Übersetzungen der Spielbücher an. Diese wurden durch Flying Buffalo, bei denen die Vorlage Lost Worlds erschien, veröffentlicht, wobei die Bücher der Figuren Alleyne, Melona, Nanael und Tomoe übersetzt wurden. Für die restlichen Figuren stellte Flying Buffalo die Übersetzungen der Regeln auf ihre Website.

## Adaptionen

### Manga
Die erste Mangareihe erschien mit Queen’s Blade Anthology Comic (クイーンズブレイドアンソロジーコミック, Kuīnzu Bureido Ansorojī Komikku) bei Hobby Japan. Als Anthologie enthält diese eine Vielzahl an Kurzgeschichten unterschiedlicher Autoren bzw. Zeichner. Insgesamt erschienen dabei vier Ausgaben:
| Band  | VÖ-Datum      | ISBN                   |
| ----- | ------------- | ---------------------- |
| Bd. 1 | 25. Apr. 2007 | ISBN 978-4-89425-543-2 |
| Bd. 2 | 25. Juli 2007 | ISBN 978-4-89425-578-4 |
| Bd. 3 | 25. Nov. 2007 | ISBN 978-4-89425-624-8 |
| Bd. 4 | 25. Feb. 2008 | ISBN 978-4-89425-669-9 |

Kadokawa Shoten veröffentlichte die Manga-Adaption Queen’s Blade -Hide&Seek- (クイーンズブレイド -Hide&Seek-, dt. „Queen’s Blade – Versteckspiel“) ab Ausgabe 12/2007 vom 26. Oktober 2007 innerhalb von Kadokawa Shotens Magazin Monthly Comp Ace. Gezeichnet wurde der Manga von Iku Minamisaki (南崎 いく). Der Manga hat die Figur Elina als Protagonistin und handelt von deren Suche nach ihrer Schwester Leina, führt aber auch mit Florelle (フロレル, Furoreru), Dienerin der Vance-Familie, eine neue Figur ein. Die Kapitel wurden in fünf Sammelbänden (Tankōbon) zusammengefasst:
| Band  | VÖ-Datum      | ISBN                   |
| ----- | ------------- | ---------------------- |
| Bd. 1 | 26. Juni 2008 | ISBN 978-4-04-715050-8 |
| Bd. 2 | 23. März 2009 | ISBN 978-4-04-715217-5 |
| Bd. 3 | 26. Juni 2009 | ISBN 978-4-04-715254-0 |
| Bd. 4 | 26. Dez. 2009 | ISBN 978-4-04-715351-6 |
| Bd. 5 | 26. Juni 2010 | ISBN 978-4-04-715468-1 |

Basierend auf der ersten Anime-Serie Queen’s Blade: Rurō no Senshi entstand ebenfalls ein gleichnamiger Manga. Dieser wurde von Kabao Kikkawa (吉川 かば夫) gezeichnet und erschien in Media Factorys Magazin Comic Alive ab Ausgabe 9/2008 vom 26. Juli 2008. Von dieser erschienen drei Bände:
| Band  | VÖ-Datum      | ISBN                   |
| ----- | ------------- | ---------------------- |
| Bd. 1 | 23. Feb. 2009 | ISBN 978-4-8401-2530-7 |
| Bd. 2 | 23. Sep. 2009 | ISBN 978-4-8401-2919-0 |
| Bd. 3 | 23. Jan. 2010 | ISBN 978-4-8401-2971-8 |

Ebenfalls auf der Anime-Serie basierend entstand die Anthologie-Reihe Queen’s Blade: Rurō no Senshi: Comic à la Carte (クイーンズブレイド 流浪の戦士 コミックアラカルト, Kuīnzu Bureido: Rurō no Senshi: Komikku a ra Karuto). Dieser enthält Kurzgeschichten verschiedener Manga-Zeichner und wurde von Hobby Japan in zwei Bänden veröffentlicht:
| Band  | VÖ-Datum      | ISBN                   |
| ----- | ------------- | ---------------------- |
| Bd. 1 | 24. Apr. 2009 | ISBN 978-4-89425-858-7 |
| Bd. 2 | 30. Juni 2009 | ISBN 978-4-89425-888-4 |

Die letzte Reihe war Queen’s Blade Struggle (クイーンズブレイド ストラグル, Kuīnzu Bureido Sutoraguru) von AstroguyII. Dieser Manga erschien beim Verlag ASCII Media Works zuerst in deren Magazin Dengeki Black Maō von Vol. 2 (19. Dezember 2007) bis zur letzten Ausgabe Vol. 12 (19. Juni 2010) und wechselte dann nach Einstellung der Zeitschrift in das Muttermagazin Dengeki Maō von Ausgabe 10/2010 (27. August 2010) bis Ausgabe 3/2012 (27. Januar 2012). Die Kapitel wurden in vier Sammelbänden zusammengefasst:
| Band  | VÖ-Datum      | ISBN                   |
| ----- | ------------- | ---------------------- |
| Bd. 1 | 27. März 2009 | ISBN 978-4-04-867706-6 |
| Bd. 2 | 18. Dez. 2009 | ISBN 978-4-04-868322-7 |
| Bd. 3 | 18. Dez. 2010 | ISBN 978-4-04-870149-5 |
| Bd. 4 | 27. Feb. 2012 | ISBN 978-4-04-886034-5 |

### Hörspiel
Hobby Japan veröffentlichte mit Queen’s Blade: Bitōshi Retsuden (クイーンズブレイド美闘士列伝, Kuīnzu Bureido: Bitōshi Retsuden) ab dem 28. April 2007 eine Kombination von Artbook und Hörspiel. Von diesem erschienen drei Ausgaben zu den Figuren Tomoe, Menace und Leina:
| Titel                                     | VÖ-Datum      | ISBN                   |
| ----------------------------------------- | ------------- | ---------------------- |
| Musha Miko Emaki (武者巫女絵巻)           | 28. Apr. 2007 | ISBN 978-4-89425-535-7 |
| Kodai Ōjo no Fumi (古代王女の書)          | 15. Feb. 2008 | ISBN 978-4-89425-667-5 |
| Rurō no Senshi Bōkenki (流浪の戦士冒険記) | 28. Feb. 2009 | ISBN 978-4-89425-828-0 |

Zur beiden Fernsehserien wurden im Internet Hörspiele veröffentlicht, die als Queen’s Blade Drama CD Vol.1: Rurō no Senshi + web Radio „Radio Queen’s Blade“ CD Shutchōban (クイーンズブレイドドラマCD Vol.1 流浪の戦士 + webラジオ「ラジオ・クイーンズブレイド」CD出張版) am 27. Mai 2009 bzw. als Queen’s Blade Drama CD Vol.2: Gyokuza o Tsugumono + web Radio „Radio Queen’s Blade“ CD Shutchōban (クイーンズブレイドドラマCD Vol.2 玉座を継ぐ者＋webラジオ「ラジオ・クイーンズブレイド」CD出張版) am 25. November 2009 auf CD erschienen. Zu letzterem Datum erschien zudem eine Neuauflage des Webradioprogramms das vom 30. Januar bis 25. September 2009 lief auf der CD Queen’s Blade: Rurō no Senshi web Radio CD vol.1 – Radio Queen’s Blade & Numachi no Majo-tachi: Dai-1-ki Series Hōsōbun yori (クイーンズブレイド 流浪の戦士 webラジオCD vol.1 ~ラジオクイーンズブレイド&沼地の魔女達 第1期シリーズ放送分より).
Auf den Character Song Singles die einzelnen Figuren erschienen war ebenfalls je ein Hörspiel enthalten.

### Light Novels
Hobby Japan veröffentlichte unter seinem Imprint die Light-Novel-Reihe Queen’s Blade: Sword of Unicorn (クイーンズブレイド　ソード･オブ･ユニコーン, Kuīnzu Bureido: Sōdo obu Yunikōn), die von Eiji Okita (沖田 栄次, Okita Eiji) geschrieben wurde. Insgesamt entstanden fünf Bände die von Eiwa illustriert wurden, sowie ein Zusatzband mit Nebengeschichten (gaiden), der von Hirotaka Akaga illustriert wurde:
| Titel                                                                              | VÖ-Datum      | ISBN                   |
| ---------------------------------------------------------------------------------- | ------------- | ---------------------- |
| Queen’s Blade: Sword of Unicorn (クイーンズブレイド ソード･オブ･ユニコーン)        | 28. Apr. 2007 | ISBN 978-4-89425-548-7 |
| Queen’s Blade: Return of Amara (クイーンズブレイド リターン・オブ・アマラ)         | 1. Sep. 2007  | ISBN 978-4-89425-595-1 |
| Queen’s Blade: Message of Cattleya (クイーンズブレイド メッセージ・オブ・カトレア) | 1. Feb. 2008  | ISBN 978-4-89425-659-0 |
| Queen’s Blade: Curse of Devil Ring (クイーンズブレイド カース・オブ・デビルリング) | 1. Juli 2008  | ISBN 978-4-89425-733-7 |
| Queen’s Blade: Knight of Unicorn (クイーンズブレイド ナイト・オブ・ユニコーン)     | 1. Nov. 2008  | ISBN 978-4-89425-783-2 |
| Queen’s Blade: Gekitō! Queen’s Blade (クイーンズブレイド 激闘！クイーンズブレイド) | 1. März 2008  | ISBN 978-4-89425-676-7 |

Basierend auf der ersten Anime-Serie Queen’s Blade: Rurō no Senshi entstand noch eine zweite gleichnamige Light-Novel-Reihe, die ebenfalls von Eiji Okita geschrieben wurde. Die Illustration des Einbandes stammen von Tsutomu Miyazawa (宮澤 努) und die Begleitillustrationen zum Text von Akira Shō (憧 明良). Es wurden zwei Bände veröffentlicht:
| Band  | VÖ-Datum     | ISBN                   |
| ----- | ------------ | ---------------------- |
| Bd. 1 | 1. Aug. 2009 | ISBN 978-4-89425-915-7 |
| Bd. 2 | 1. Okt. 2009 | ISBN 978-4-89425-942-3 |

### Artbooks und Fotobücher
Am 29. Oktober 2011 wurde das Queen’s Blade: Premium Visual Book (クイーンズブレイド プレミアムビジュアルブック, Kuīnuzu Bureido: Puremiamu Bijuaru Bukku; ISBN 978-4-7986-0281-3) veröffentlicht, das auch die Animefolge Queen’s Blade: Aratanaru Shitei, Aratanaru Tatakai enthielt, die den Übergang von Queen’s Blade zur Queen’s Blade Rebellion bildet.
Master of Queen’s Blade Excellent! (MASTER OFクイーンズブレイド EXCELLENT!; ISBN 978-4-89425-823-5) mit 120 Seiten erschien am 13. Februar 2009 und enthält Photographien, der einzelnen zu Queen’s Blade veröffentlichten Modellfiguren.
Am 31. März 2009 wurde das 80-seitige Queen’s Blade: Rurō no Senshi: Kōshiki Navigate Book (クイーンズブレイド　流浪の戦士　公式ナビゲートブック, Kuīnzu Bureido: Rurō no Senshi: Kōshiki Nabigēto Bukku; ISBN 978-4-89425-844-0) veröffentlicht, das Illustrationen zur ersten Anime-Serie enthält, sowie zugehörige Photographien. Das 192-seitige Queen’s Blade: Perfect Visual Book (クイーンズブレイド　パーフェクトビジュアルブック, Kuīnzu Bureido: Pāfekuto Bijuaru Bukku; ISBN 978-4-89425-890-7) vom 27. Juni 2009 enthält wiederum etwa 100 Illustrationen. Eine englische Fassung namens Queen’s Blade: Perfect Visual Collection (ISBN 978-1-935654-55-1) erschien am 27. November 2012 bei Vertical.
Zu beiden Anime-Serien erschienen noch zwei weitere dedizierte Artbooks: Queen’s Blade: Rurō no Senshi Complete (クイーンズブレイド 流浪の戦士 コンプリート, Kuīnzu Bureido: Rurō no Senshi Kompurīto; ISBN 978-4-89425-935-5) mit 95 Seiten vom 30. September 2009 und Queen’s Blade: Gyokuza o Tsugumono Complete (クイーンズブレイド 玉座を継ぐ者 コンプリート, Kuīnzu Bureido: Gyokuza o Tsugumono Kompurīto; ISBN 978-4-7986-0002-4) mit 94 Seiten vom 25. Februar 2010.
Daneben erschien noch das Photobuch Queen’s Blade The Live: Meido e Izanau Mono Airi: Morishita Yūri (クイーンズブレイド THE LIVE 冥土へ誘うものアイリ 森下悠里; ISBN 978-4-89425-940-9) mit Photographien des Gravure Idols (Erotikmodel) Yūri Morishita als Figur Airi kostümiert (Cosplay).

### Anime
Aufbauend auf der Spielreihe entstanden mehrere Anime, die von Studio Arms animiert wurden. Regie führte Kinji Yoshimoto, das Character Design stammt von Rin-Sin, der ab der zweiten Staffel von Takayuki Noguchi unterstützt wurde.
Die erste Fernsehserie Queen’s Blade: Rurō no Senshi (クイーンズブレイド 流浪の戦士) wurde vom 2. April bis 18. Juni 2009 auf dem Satellitensender AT-X im japanischen Fernsehen gezeigt. Binnen etwas mehr als einer Woche folgten die terrestrischen Sender Chiba TV, Sun TV und Tokyo MX. Diese zeigten sie im Gegensatz zu AT-X in einer bearbeiteten Fassung, da viele Kampfszenen teils nackte Frauen und verschiedene erotische Fantasien zeigen. Vom 25. Juni bis 25. November 2009 wurde die Serie auf sechs Blu-ray Discs und DVDs veröffentlicht.
Die zweite Fernsehserie Queen’s Blade: Gyokuza o Tsugumono (クイーンズブレイド 玉座を継ぐ者) startete ein Quartal später am 24. September 2009 auf AT-X und lief dort bis zum 10. Dezember. Binnen zwei Wochen folgten wieder Tokyo MX, SunTV und Chiba TV. Die DVDs und BluRays erschienen vom 22. Dezember 2009 bis zum 25. Mai 2010.
Im Anschluss folgten sechs weitere Episoden als OVA unter dem Titel Queen’s Blade: Utsukushiki Tōshi-tachi (クイーンズブレイド 美しき闘士たち) exklusiv auf DVD und BluRay vom 25. August 2010 bis zum 30. März 2011. Letztere wurde wegen des Tōhoku-Erdbebens um eine Woche nach hinten verschoben.
Dem Artbook Queen’s Blade: Premium Visual Book vom 29. Oktober 2011 war die OVA Queen’s Blade: Aratanaru Shitei, Aratanaru Tatakai (クイーンズブレイド 新たなる師弟、新たなる闘い, dt. „~ : Ein neuer Lehrer und Schüler, ein neuer Kampf“) beigelegt, und bildet den Übergang von Queen’s Blade zu Queen’s Blade Rebellion bzw. bildet den Prolog von letzterem. Diese handelt von der Zerstörung der Heimat der Hauptfigur von Rebellion durch die Truppen der neuen Königin und ihrer Ausbildung bei der letzten überlebenden Waldelfin ihres Dorfes Alleyne und deren Verfluchung durch die Sumpfhexe. Daneben befindet sich auf der DVD eine Bonusfolge namens Alleyne Kyōkan no Nama Shigoki Boot Camp (アレイン教官の生しごきブートキャンプ, Arein Kyōkan Nama Shigoki Būto Kyanpu, dt. „Lehrerin Alleynes raues, hartes Trainings-Boot-Camp“), die Alleyne bei ihrem Training zeigt.
In Deutschland wurde die Serie von Nipponart lizenziert und soll am 29. August 2014 untertitelt auf DVD und Blu-ray erscheinen.

#### Musik
Den Soundtrack komponierte Masaru Yokoyama.
In der ersten Staffel wurde im Vorspann Get the door verwendet, gesungen vom Rie Ōhashi und im Abspann Omoide to Yakusoku (思い出と約束), interpretiert von Leina (Ayako Kawasumi), Tomoe (Mamiko Noto), Nanael (Aya Hirano). Die erste Folge hatte keinen Vorspann und Abspann und die letzte Folge keinen Abspann. Am 22. April 2009 erschien beide auf je einer Single.
In der zweiten Staffel kam im Vorspann Ochinai Sora (墜ちない空) von Ena zum Einsatz und im Abspann buddy-body von Melona (Rie Kugimiya), Menace (Yūko Gotō), Airi (Kanae Itō), wobei in den Folgen 2 bis 6 Melona die Hauptsängerin war, in den Folgen 8 bis 10 Menace und in der Folge 11 Airi. In der ersten und letzten Folge wurde kein Vor- und Abspann verwendet, in Folge 7 wurde der Vorspanntitel auch im Abspann verwendet. Beide Titel wurde am 23. Oktober 2009 auf je einer Single veröffentlicht.
Für die OVA wurde im Abspann Bitōshi Carneval – Taoreru Toki wa Maemuki ni (美闘士カーニバル 〜たおれる時は前向きに〜), die von bis zu 18 Synchronsprecherinnen der Figuren gesungen wurden, wobei in jeder Folge die Besetzung beim Abspanntitel eine andere war.
Der Soundtrack zur ersten Staffel, Queen’s Blade Original Soundtrack vol.1: Rurō no Senshi, erschien am 25. Juni 2009 und zur zweiten Staffel, Queen’s Blade Original Soundtrack vol.2: Gyokuza o Tsugumono am 22. Dezember 2009.
Zu einzelnen Figuren erschien noch eine Character Song Single, mit je einem Lied, dass von der Synchronsprecherin der jeweiligen Figur in ihrer Rolle gesungen wurde und ein Hörspiel enthält. Die Singles zu Reina und Tomoe wurden am 24. Juli 2009 veröffentlicht, zu Melona und Nanael am 25. August 2009, zu Elina und Menace am 25. September 2009 und zu Nowa und Airi am 23. Oktober 2009.
Zuletzt erschien am 25. März 2010 das Queen’s Blade: Vocal Complete Album (クイーンズブレイド　ヴォーカル・コンプリート・アルバム, Kuīnzu Bureido: Vōkaru Kompurīto Arubamu), das alle Gesangsstücke aus den beiden Fernsehstaffeln enthält.

### Computerspiel
Für die PlayStation Portable entwickelte Namco Bandai Games das Strategie-Rollenspiel Queen’s Blade: Spiral Chaos (クイーンズブレイド スパイラルカオス, Kuīnzu Bureido: Supairaru Kaosu), das am 17. Dezember 2009 erschien. Dieses führt zwei weitere Figuren ein: „Auszubildende Kriegerin Cute“ (見習い戦士 キュート, Minarai Senshi Kyūto), gesprochen von Momoko Saitō, sowie „Cutes Begleiter Jean“ (キュートの護衛役 ジャン, Kyūto no Goeiyaku Jan), die beide von Poyoyon Rock designt wurden.
Bei Yahoo! Mobage lief vom 29. März 2012 bis zu dessen Einstellung am 13. Mai 2013 das von Aiming entwickelte Browserspiel Queen’s Blade: The Conquest (クイーンズブレイド THE CONQUEST).
Zudem gab es für japanische i-mode-fähige Mobiltelefone das Handyspiel Queen’s Blade i, das am 3. Dezember 2007 von Digital Media Lab veröffentlicht wurde.